# Ronald Strutt (4e baron Belper)
Alexander Ronald George Strutt, 4e baron Belper (28 avril 1912 - 23 décembre 1999), est un pair héréditaire britannique un officier de l'armée et un cavalier.

## Jeunesse et éducation
Le 28 avril 1912, Strutt est le fils d'Algernon Strutt et son épouse Eva Isabel Mary Bruce. Il fait ses études à la Harrow School, une école pour garçons à Londres et suit une formation d'officier au Royal Military College de Sandhurst.

## Carrière
Après avoir terminé sa formation d'officier, Strutt est nommé sous-lieutenant dans les Coldstream Guards le 1er septembre 1932. Il est promu lieutenant le 1er septembre 1935, capitaine le 1er septembre 1940, et major le 1er juillet 1946.
Strutt combat pendant la Seconde Guerre mondiale et est blessé en service actif en 1944.
Il conduit Crown Prince (appartenant à son beau-père, Lord Rosebery) à la victoire de la National Hunt Chase Challenge Cup à Cheltenham en 1934. Il est quelque temps directeur de course pour Stávros Niárchos. En tant que propriétaire, son meilleur cheval est le vainqueur de Cesarewitch Handicap Persian Lancer. Il gagne en 1966, monté par Doug Smith. Il est maître de la chasse à Quorn de 1948 à 1954.

## Famille
Le 15 novembre 1940, Strutt épouse Zara Sophie Kathleen Mary Mainwaring. Elle est la fille de Sir Henry Stapleton Mainwaring, 5e baronnet et de Generis Alma Windham Williams-Bulkeley. Ils ont un enfant :
- Richard Henry Strutt, 5e baron Belper (né le 24 octobre 1941).

Lui et Zara Sophie Kathleen Mary Mainwaring divorcent en 1949. Elle épouse plus tard Peter Cazalet, entraîneur de chevaux pour la reine Elizabeth la reine mère.